# Ель-Ашара (нохія)
Ель-Ашара (араб. ناحية العشارة) — нохія у Сирії, що входить до складу району Меядін провінції Дайр-ез-Заур. Адміністративний центр — м. Ель-Ашара.
| Сирія | Це незавершена стаття з географії Сирії. Ви можете допомогти проєкту, виправивши або дописавши її. |